# THE STORY of BALLAD
『THE STORY of BALLAD』（ザ・ストーリー・オブ・バラッド）は、CHAGE&ASUKA（現：CHAGE and ASKA）の1作目のバラードベスト・アルバム。1990年2月7日に発売された。発売元はポニーキャニオン。
1993年12月17日はAPO-CDとして、2004年11月3日はCDとして再発売された。

## 背景・リリース
ASUKA（現：ASKA）がロンドンへレコーディング、CHAGE（現：Chage）がMULTI MAXとして活動している時期でCHAGE&ASUKAの活動が休止している際にベスト・アルバムの発売の話が出た。ASUKAは普通のベスト・アルバムではつまらないため、スローな楽曲ばかり集めた作品を発売することを提案して、本作が発売された。
2004年11月3日には『THE STORY of BALLAD II』発売に伴い、リマスタリングされた廉価盤がヤマハミュージックコミュニケーションズより発売された。
1990年初回限定盤及び2004年盤はブックレットと一体化した特殊パッケージ仕様だが、1990年通常盤及び1993年APO-CD盤はスリーブケース、通常のプラケース仕様となっている。
本作は表記名を「CHAGE&ASUKA」としていたが、程なくして表記を「CHAGE&ASKA」と変更したため、本作のジャケットもその後差し替えられた。

## 収録曲
| #         | タイトル                 | 作詞        | 作曲      | 編曲               | 時間  |
| --------- | ------------------------ | ----------- | --------- | ------------------ | ----- |
| 1.        | 「天気予報の恋人」       | 飛鳥涼      | 飛鳥涼    | 澤近泰輔           | 5:05  |
| 2.        | 「オンリー・ロンリー」   | 飛鳥涼      | 飛鳥涼    | 平野孝幸           | 3:59  |
| 3.        | 「レノンのミスキャスト」 | 澤地隆      | CHAGE     | 村上啓介           | 4:28  |
| 4.        | 「迷宮のReplicant」      | 飛鳥涼      | 飛鳥涼    | 十川知司           | 4:36  |
| 5.        | 「夏の終わり」           | 澤地隆      | CHAGE     | 瀬尾一三           | 6:33  |
| 6.        | 「ripple ring」          | CHAGE&ASUKA | CHAGE     | 十川知司           | 5:47  |
| 7.        | 「風のライオン」         | 飛鳥涼      | 飛鳥涼    | 西平彰             | 4:35  |
| 8.        | 「ショート・ショート」   | 澤地隆      | CHAGE     | 久石譲             | 3:53  |
| 9.        | 「Far Away」             | 飛鳥涼      | 飛鳥涼    | 瀬尾一三           | 6:04  |
| 10.       | 「恋人はワイン色」       | 飛鳥涼      | 飛鳥涼    | 西平彰             | 4:46  |
| 11.       | 「WALK」                 | 飛鳥涼      | 飛鳥涼    | 飛鳥涼、BLACK EYES | 7:12  |
| 12.       | 「心のボール」           | 飛鳥涼      | 飛鳥涼    | 近藤敬三           | 5:09  |
| 合計時間: | 合計時間:                | 合計時間:   | 合計時間: | 合計時間:          | 62:07 |

## 楽曲解説
1. 天気予報の恋人
1989年発売の12枚目アルバム『PRIDE』収録曲。
2. オンリー・ロンリー
1985年発売の13枚目シングル。
3. レノンのミスキャスト
1988年発売の10枚目アルバム『RHAPSODY』収録曲。
4. 迷宮のReplicant
1988年発売の11枚目アルバム『ENERGY』収録曲。
5. 夏の終わり
1987年発売の9枚目アルバム『Mr.ASIA』収録曲。
6. ripple ring
1988年発売の21枚目シングル『ラプソディ』カップリング曲。表記はないが、本作に収録されているのは同年発売のアルバム『ENERGY』からのアルバム・バージョン。
7. 風のライオン
アルバム『RHAPSODY』収録曲。
8. ショート・ショート
1986年発売の7枚目アルバム『TURNING POINT』収録曲。
9. Far Away
アルバム『ENERGY』収録曲。
10. 恋人はワイン色
1988年発売の20枚目シングル。
11. WALK
1989年発売の23枚目シングル。エンディングで新たなパートが追加されており、サビのコーラス部分がメインで歌われている。このバージョンの音源は、本作のみに収録されている。
12. 心のボール
1989年に徳永英明へ提供した楽曲のセルフカバー。
1999年に発売されたベスト・アルバム『CHAGE&ASKA VERY BEST ROLL OVER 20TH』にも収録されている。